# Borgernes Koalition
Borgernes Koalition (polsk: Koalicja Obywatelska) officielt Koalition Valgkomité Borgernes Koalition PO .N iPL Grønne (Polsk: Koalicyjny Komitet Wyborczy Koalicja Obywatelska PO .N iPL Zieloni) er en polsk, politisk koalition.
Koalitionen består af partierne Borgerplatformen, Moderne, Polsk Initiativ og De Grønne.